# Comisión (juego)

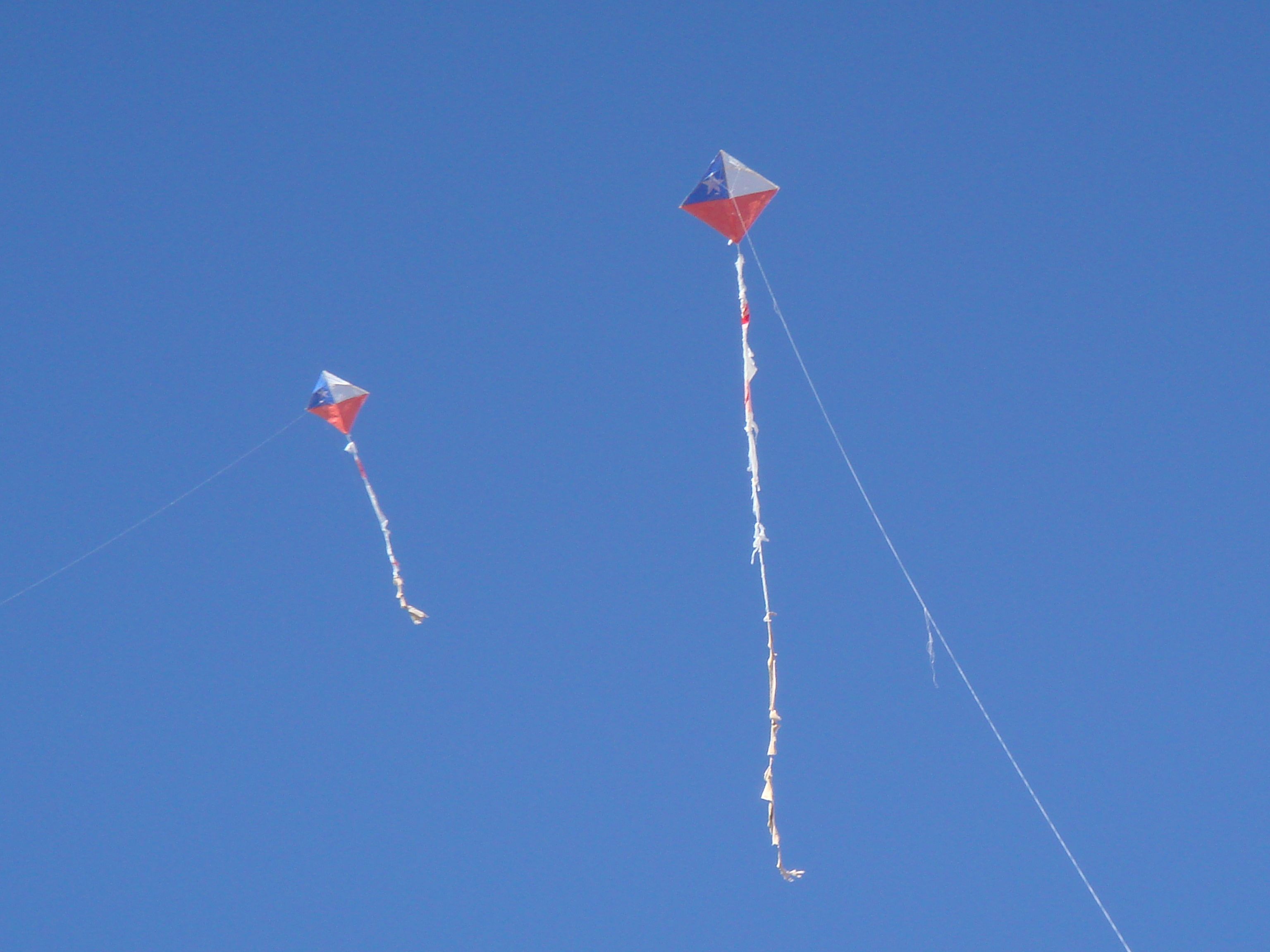
Dos volantines acercándose antes de atacarse.

El juego de echar comisiones (o comi) es un juego de Chile que se realiza con volantines (un tipo de cometa) que provistas con hilo con polvo de vidrio (curado), compiten entre sí para lograr cortar en el aire el hilo del rival. El volantín perdido (cortado) puede ser atrapado por cualquier niño o persona, pudiéndose observar grupos de niños que corren compitiendo por capturar uno. Durante los meses de primavera austral se puede observar decenas de volantines compitiendo en los cielos de las ciudades de Chile aprovechando los constantes y moderados vientos del oeste.
El uso de hilo curado ha provocado graves heridas en inocentes transeúntes, recibiendo cortes profundos y llegando a causar la muerte. Por tanto, su uso está prohibido por ley, bajo pena de cárcel.

## Características del juego

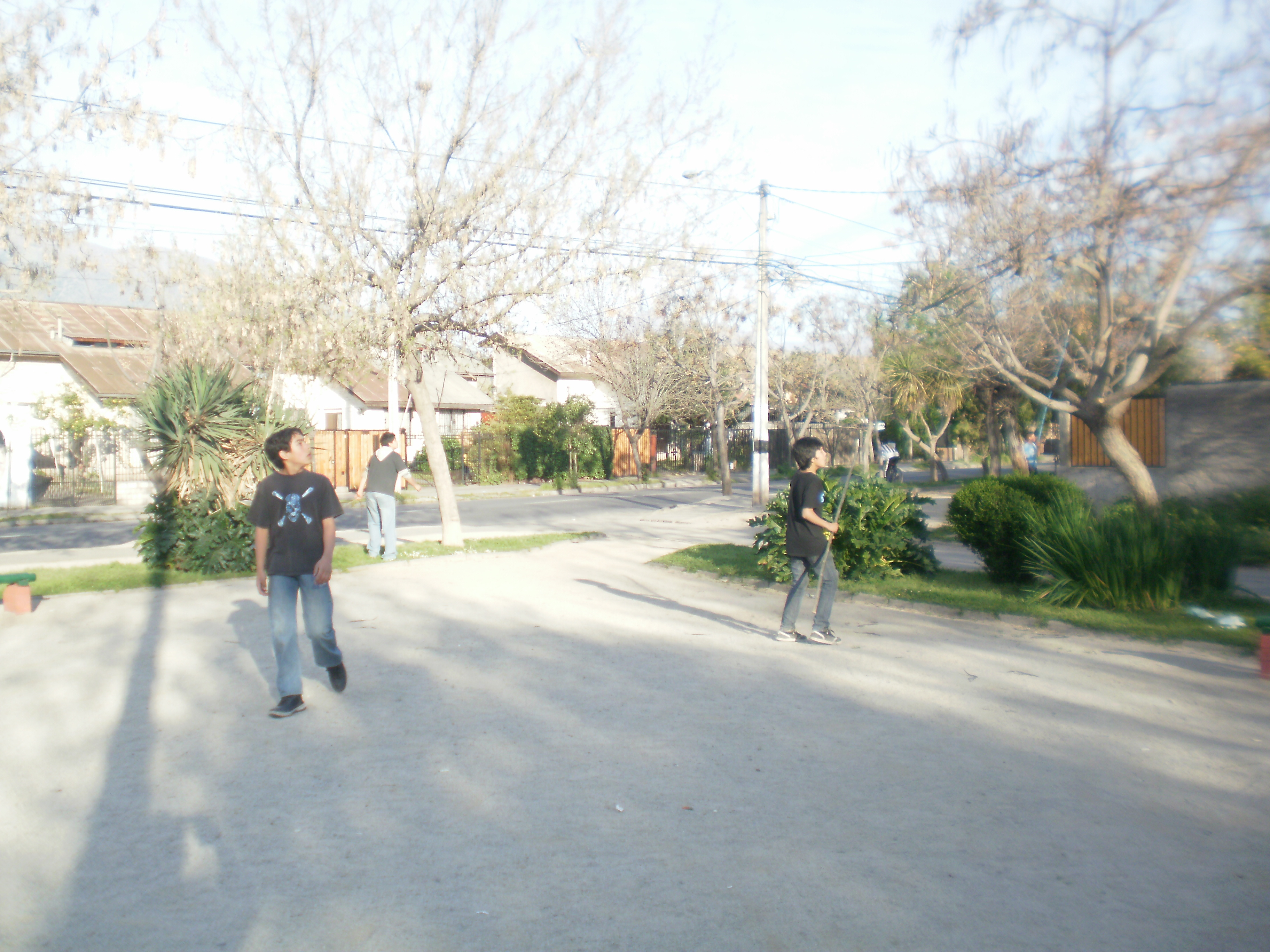
Niños esperando el resultado de una comisión, para atrapar el volantín cortado.

Para lograr "ganar" se puede hacer de dos formas:
- Al alargue: Consiste en topar el hilo del volantín adversario (de preferencia desde un nivel superior y con viento a favor) y dar hilo hasta cortar el otro o hasta cuando se acabe en alguno y deba tirar (o recoger) hilo y facilitar el corte al rival. Si un rival tiene algún nudo de amarre en su hilo, es probable que en ese punto se produzca un corte.
- A la recogida/Corte: Está acción consiste en cruzar tu hilo por debajo que el de tu contrincante y recogiendo hilo con el carrete subes tu volantín en forma diagonal y así cortarás a tu contrincante (todo esto se hace cuando el contrincante no le da ni recoge el hilo o cuando al contrincante no le llega viento)

El duelo de dos volantines "al alargue" provoca emoción no solo a los volantineros sino que a los niños que esperan el corte de alguno de estos.
Los niños también compiten por apropiarse del hilo curado perdido ("carreteo") el cual muchas veces es de buena calidad según la experticia del volantinero, sin embargo es posible que esté "picado" o a punto de cortarse en algunos puntos por el desgaste o sus muchos nudos le quiten competibilidad. Un volantinero experto jamás usará hilo de "carreteo".
Existen asociaciones de volantineros que compiten todo el año.

## Historia
Desde la época de la colonia hay antecedentes de este juego. Entre los personajes más conocidos que lo practicaban estaba el propio Conde de la Conquista y Ambrosio O'Higgins. Ante los conflictos y peligros que ya en la época se reportaban el gobernador Luis Muñoz de Guzmán en 1796, que ordenaba en un bando que no se podían encumbrar volantines “dentro de la traza general de la ciudad”,.
El libro El loco Estero de Alberto Blest Gana describe un duelo de volantines donde el protagonista captura en el aire otros volantines, pero los pierde porque se recalienta el carretel de hilo y no es mojado debidamente. Actualmente con el sistema de hilo curado y volantines pequeños sin los "ganchos" que describe ese autor es imposible dichas acciones.
La elección del "Campo de Marte" y futuro Parque O'Higgins para hacer la Parada Militar de Chile le ha significado que sea parte de la postal el desfile con un cielo lleno de volantines.
En el siglo XX se organizarán clubes que jugarán a los volantines todo el año.

## Críticas

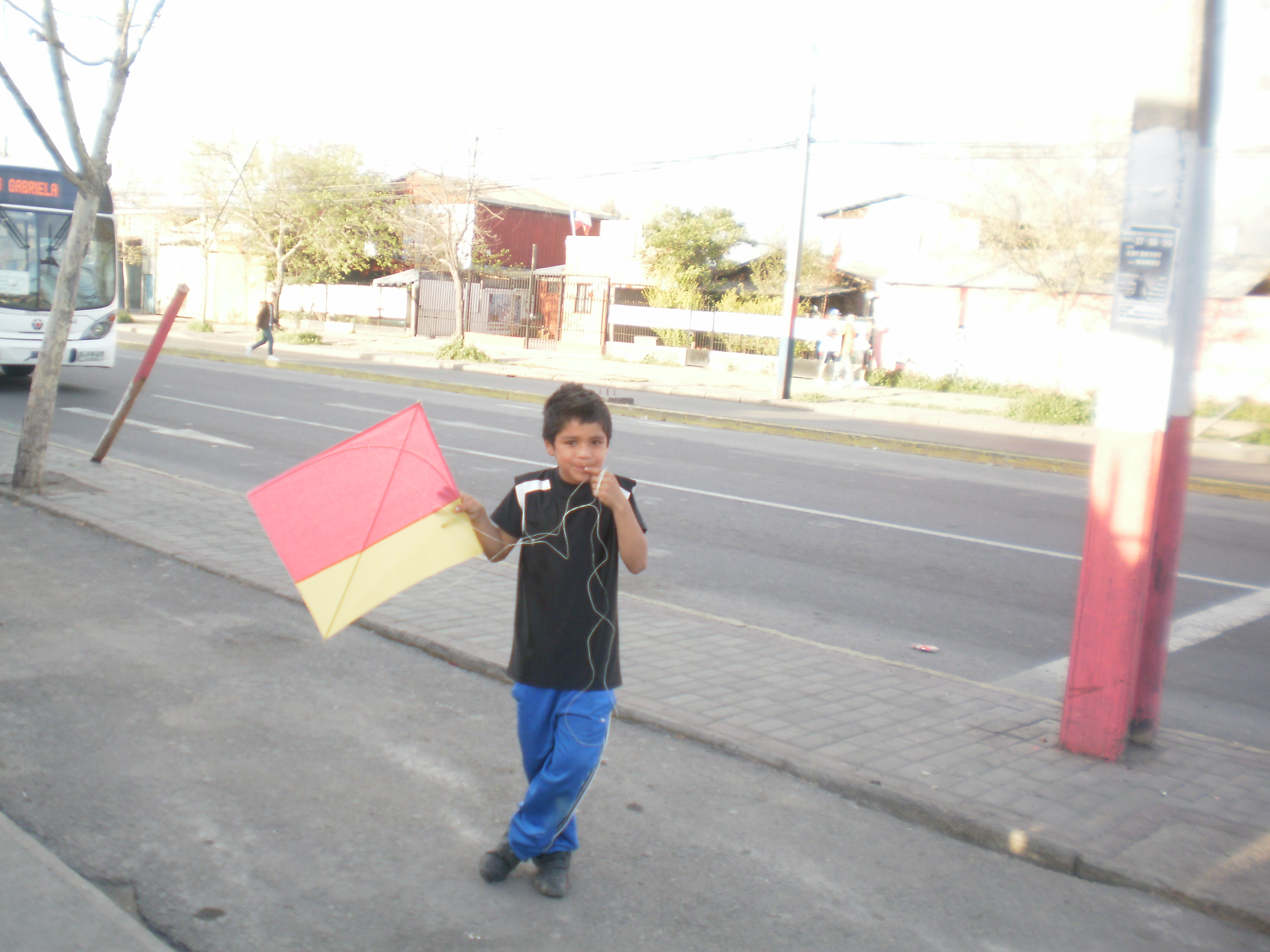
Niño posa con su volantín atrapado.

Los volantines han sido criticados desde tres fuentes distintas:
- El hilo curado ha provocado heridas a inocentes que transitan, recibiendo cortes peligrosos incluso ocasionando la muerte. Por este motivo el uso de este hilo está prohibido, bajo pena de cárcel.
- Los niños que persiguen volantines corren mirando el cielo sin percatarse de automóviles al cruzar las calles lo que aumenta los atropellos.
- Los volantines cortados (y los mal dirigidos) suelen quedar enredados en los cables del tendido eléctrico.

## Tipos de volantines
- Pavo: Es uno de mayor tamaño y el favorito para la competencia de "comisiones"
- Ñecla: Volantín de tamaño pequeño apto para niños y principiantes
- "volantin de combate": Es el preferido por los volantineros ya que carece de cola lo que lo hace inestable y por lo tanto da opciones de manejo al jugador (es decir, lo puede apuntar a donde desee fácilmente).